# Michel Colucci
Michel Gérard Joseph Colucci, alias Coluche, (París, 28 de octubre de 1944 - cerca de Cannes, 19 de junio de 1986) fue un humorista francés y activista por los derechos sociales, candidato a la Presidencia de la República en las elecciones presidenciales de 1981, fallecido en un accidente automovilístico.

## Biografía
Empezó en el Café de la Gare, un café-teatro que Romain Bouteille había creado en 1969. Allí Coluche trabajó con Patrick Dewaere, Henri Guybet, Miou-Miou, entre otros. Dejó la escena del cabaret para ir ante las cámaras de cine, trabajando en numerosas películas francesas. También hizo una incursión en la política: había empezado una campaña para ser candidato a las elecciones presidenciales de Francia de 1981.
Coluche fue el provocador de los años 1980, admirado, temido y denigrado, al atreverse a decir groserías en cada una de sus apariciones en la televisión. Dio un nuevo rostro a la televisión, informal y con un uso osado del lenguaje. Coluche reivindicaba su grosería: «Toujours grossier, jamais vulgaire» (siempre grosero, nunca vulgar).
Procedía de una familia modesta («Je ne suis pas un nouveau riche, je suis un ancien pauvre»: no soy un nuevo rico, soy un antiguo pobre). Percibió la insuficiencia de la ayuda francesa hacia los más pobres y creó un organismo caritativo que existe todavía: Los Restos du Coeur (los restaurantes del corazón). Estuvo en el origen de una ley (la llamada «Loi Coluche»), votada en 1988, y que permite deducciones fiscales a través de las donaciones.
En el verano de 1986, Coluche viajaba con unos amigos en moto, cuando de repente un camión se les atravesó en el camino. El humorista no tuvo tiempo de frenar y se estrelló violentamente, falleciendo.

## Filmografía
- 1970: Le Pistonné
- 1970: Peau d'Âne
- 1971: Laisse aller, c'est une valse
- 1973: Elle court, elle court la banlieue
- 1973: L'An 01
- 1973: Themroc
- 1973: Le Grand Bazar
- 1976: Les Vécés étaient fermés de l'intérieur
- 1976: Muslo o pechuga (L'Aile ou la cuisse)
- 1977: Drôles de zèbres
- 1977: Vous n'aurez pas l'Alsace et la Lorraine
- 1980: Inspecteur la bavure
- 1981: Signé Furax
- 1981: Le Maître d'école
- 1982:  Elle voit des nains partout !
- 1982: Deux heures moins le quart avant Jésus-Christ
- 1983: Banzaï
- 1983: La Femme de mon pote
- 1983: Tchao Pantin
- 1984: Le Bon Roi Dagobert
- 1984: La Vengeance du serpent à plumes
- 1985: Sac de nœuds
- 1985: Le Fou de guerre
- 1985: Les Rois du gag